# Albert Sacharowitsch Manfred
Albert Sacharowitsch Manfred (russisch Альберт Захарович Манфред, wiss. Transliteration Al′bert Sacharovič Manfred; * 15.jul. / 28. August 1906greg. in Sankt Petersburg; † 16. Dezember 1976 in Moskau) war ein sowjetischer Historiker.

## Leben
Albert Sacharowitsch Manfred wuchs in einem kunstsinnigen, humanistischen und vom Geist der europäischen Aufklärung geprägten Elternhaus auf. Er betätigte sich nach dem Ende des Russischen Bürgerkrieges (1918–1922) als Publizist und Lyriker, bevor er sich entschied,  Geschichte an der Moskauer Universität zu studieren. Dort wurde er von den Historikern Nikolaj Michajlowitsch Lukin (1885–1940) und Wjatscheslaw Petrowitsch Wolgin (1879–1962) unterrichtet und gefördert. Aufgrund seiner guten Sprachkenntnisse in Französisch konzentrierte sich seine Ausbildung auf die Geschichte Frankreichs, vor allem zu den Themen der französischen Aufklärung, der Französischen Revolution, der Julirevolution von 1830, der Februarrevolution 1848 und der Pariser Kommune von 1871.
Manfred war von 1930 bis 1940 als Pädagoge an verschiedenen Schulen in der sowjetischen Provinz tätig. 1940 wechselte er als Lehrer nach Moskau. Seit 1945 arbeitete er im Institut für Geschichte der Akademie der Wissenschaften der UdSSR in Moskau. Sein Forschungsgebiet war die Französische Revolution. Manfred bemühte sich, der Tradition der „Russischen Schule“ des 19. Jahrhunderts zu folgen, zu der Historiker wie Iwan Lutschyzkyj (1845–1918)  und Pjotr Alexejewitsch Kropotkin (1842–1921) gezählt werden und die vom  sowjetischen Historiker Eugen Tarlé (1881–1951) fortgeführt wurde.
Der Historiker Walter Markov (1909–1993) beschrieb A. S. Manfred als einen Geschichtswissenschaftler, der die marxistische Geschichtsschreibung in der DDR mit seinem 1952 in deutscher Übersetzung  erschienenen populärwissenschaftlichen „Abriss der Revolutionsgeschichte“ anregte, die Forschung über die Geschichte der Französischen Revolution zu vertiefen. 1956 veröffentlichte Manfred (gemeinsam mit seinem Lehrer und Förderer Wjatscheslaw Petrowitsch Wolgin) die Werke und 1962 die Biografie Jean-Paul Marats (1743–1793). Danach galt seine Aufmerksamkeit Maximilien Robespierre (1758–1794), dessen ausgewählte Schriften er 1965 mit kritischen Kommentaren herausgab. 1969 erschien im Heft 5 der sowjetischen Zeitschrift „Woprossy istorii“ der von marxistischen Historikern viel beachtete Aufsatz „Über das Wesen der Jakobinerherrschaft“.
Neben seinen Forschungen und Publikationen über die Französische Revolution äußerte sich Manfred zu Problemen der politischen und kulturellen Beziehungen zwischen Frankreich und Russland beziehungsweise der UdSSR. Weitere Themen seiner wissenschaftlichen Arbeiten waren die Geschichte der Pariser Kommune, die Bedeutung Jean Jaurès (1859–1914) als Politiker und Historiker und die Résistance. Er betätigte sich außerdem im Institut für Geschichte als Leiter der Arbeitsgruppe Frankreich und als verantwortlicher Herausgeber des Französischen Jahrbuches („Franzusskij jeshegodnik“).

## Ehrungen
Albert Sacharowitsch Manfred bekam von der Universität Clermont-Ferrand die Ehrendoktorwürde verliehen. Die Internationale Kommission für Geschichte der Französischen Revolution beim Internationalen Komitee für Geschichtswissenschaften (CISH) wählte ihn 1975 zu einem ihrer drei Ehrenpräsidenten.

## Werke (Auswahl)
In deutscher Übersetzung erschienen:
- Rousseau – Mirabeau – Robespierre. Drei Lebensbilder, Verlag der Nation Berlin,  1. Auflage 1989, ISBN 3-373-00304-0

- Napoleon Bonaparte, Deutscher Verlag der Wissenschaften, Berlin, 4. Auflage 1989, ISBN 3-326-00534-2